# Raúl Villarreal
Raúl Villarreal (n. 29 octombrie 1909 – d. secolul al XX-lea) a fost un boxer ce a reprezentat Argentina, medaliat olimpic. A participat la o ediție a Jocurilor Olimpice (1936) în care a câștigat o medalie de bronz.

## Participări
Lista de mai jos prezintă principalele competiții la care a participat Raúl Villarreal de-a lungul carierei.
- boxing at the 1936 Summer Olympics – middleweight[*]